# Президент СРСР
Президе́нт СРСР (рос. Президе́нт СССР) — посада глави СРСР у 1990—1991 роках.
Введена 15 березня 1990 року. Припинила своє існування 25 грудня 1991 року, що було пов'язано із розпадом СРСР.
Вибори Президента СРСР за Конституцією СРСР мали проходити всенародним таємним голосуванням. Першого Президента за перехідними положеннями обрав З'їзд народних депутатів СРСР.

## Президенти СРСР
Єдиним в історії президентом Радянського Союзу був Михайло Горбачов.

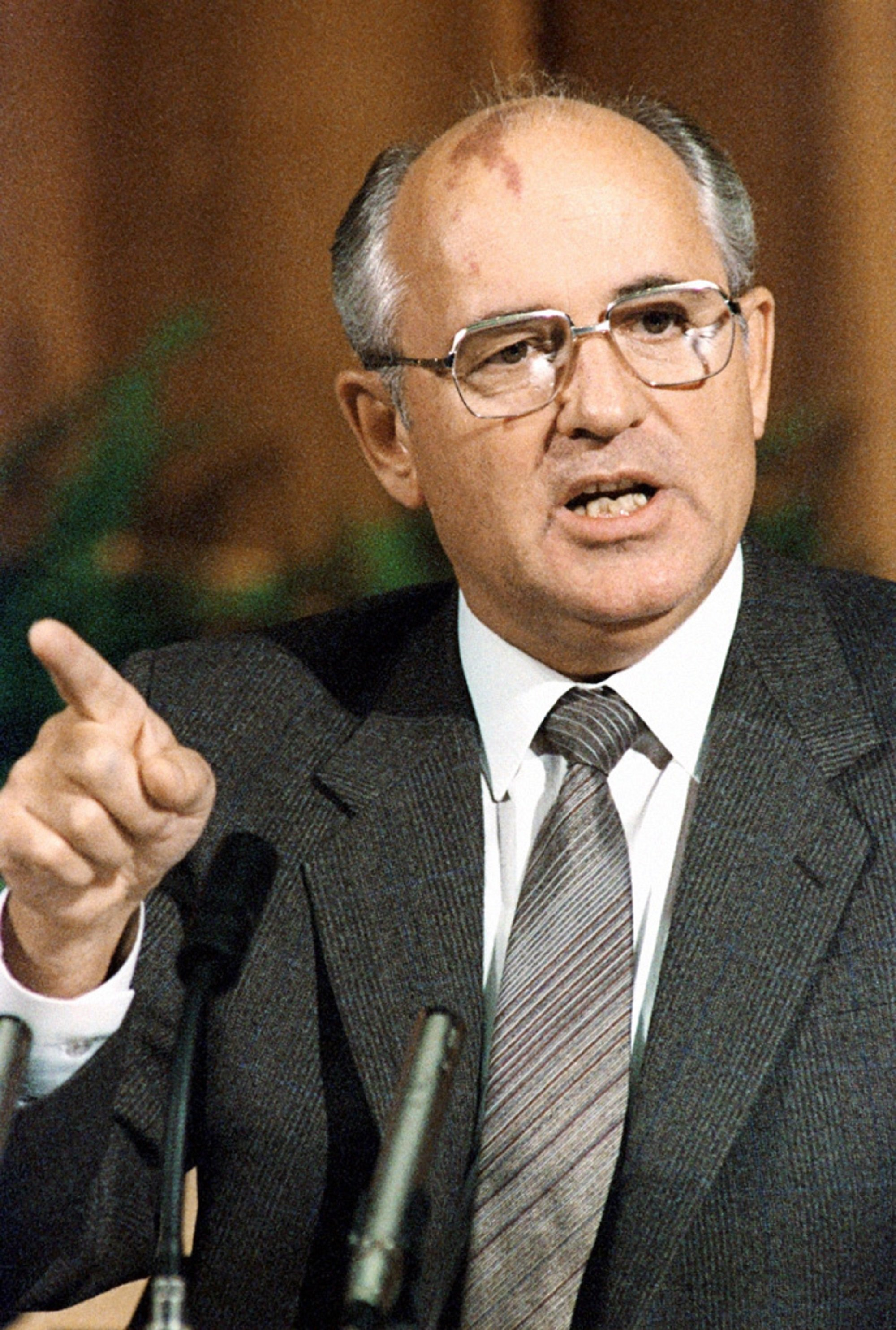
Михайло Горбачов 15 березня 1990— 25 грудня 1991